# توالی‌های هسته‌ای پراکنده بلند
توالی‌های هسته‌ای پراکنده بلند (به انگلیسی: Long interspersed nuclear element) یا LINEs جز رتروترانسپوزون‌های فاقد LTR هستند که فراوان‌ترین عناصر متحرک در پستانداران بوده و گاهی رتروترانسپوزون‌های غیر ویروسی نیز خوانده می‌شوند. طول کامل LINEها در انسان حدود 6Kb است. پروتوزوآها، حشرات و گیاهان حاوی LINEها هستند اما این توالی‌ها در ژنوم پستانداران به وفور مشاهده می‌شوند.
L2، L1 و L3 سه خانوادهٔ اصلی از LINEها هستند که از نظر توالی متفاوت از هم بوده اما مکانیسم جابه جایی مشابهی دارند. تنها خانوادهٔ L1 در ژنوم انسان‌های امروزی جابه‌جا می‌شوند. ظاهراً هیچ کپی عملکردی از L2 یا L3 وجود ندارد. توالیهای LINE که ۲۱ درصد از کل DNA انسان را شامل می‌شوند در حدود ۹۰۰۰۰۰ جایگاه ژنوم انسانی جای گرفته‌اند. تکرارهای مستقیم کوتاه مجاور LINEها حاوی دو قالب خواندن باز (ORF) هستند. ORF1 که طولی حدود 1kb دارد یک پروتئین متصل شونده به RNA را رمز می‌کند. ORF2 با طول تقریبی 4kb پروتئینی را رمز می‌کند که فعالیت DNA اندونوکلئازی دارد و یک بخشی از آن با آنزیم ترانس کریپتاز معکوس رتروویروسها و TRا رتروترانسپوزونها همولوژی زیادی دارد.

## پیوند
ویکی‌پدیا انگلیسی